# Mario Carta
Mario Carta (Mandas, 1º novembre 1906 – Hollywood, 1998) è stato un arrangiatore e pianista italiano naturalizzato statunitense. 
Fu un brillante concertista, interprete di recital e compositore di musica per film. Fu anche uno dei primi protagonisti del jazz italiano fra il primo e il secondo dopoguerra e membro di un duo pianistico insieme a Enrico Cagna Cabiati.

## Biografia
Mario Carta, primogenito di sei figli, nacque a Mandas, nella Sardegna del sud, nel 1906. Il padre Attilio, ispettore delle imposte, ebbe anche un secondo lavoro come flautista nell'orchestra sinfonica di Cagliari e trasmise la passione per la musica ai figli Mario e Giuseppe che divennero musicisti. Tra i suoi fratelli anche Piero, calciatore. 
Mario e il fratello minore Peppe incominciarono lo studio della musica al conservatorio di Cagliari. Nel 1926 la famiglia lasciò la Sardegna per il continente e si trasferì a Roma.

### Dagli studi classici al Jazz
Studiò armonia con Mario Pilati e Cesare Dobici e, sotto la guida dei maestri Franco Silvestri e Goffredo Petrassi, si diplomò in pianoforte e composizione al Conservatorio Santa Cecilia di Roma.
Nell'estate del 1928, ascoltando un'orchestra che suonava jazz a Villa Borghese, i due fratelli cominciarono a interessarsi a questo genere musicale. Nel 1932 i fratelli Carta vennero ingaggiati dall'orchestra del club Casanova, diretta da Bios Vercelloni, che lavorò anche fuori Roma, per cui nel mese di settembre, a Venezia, i due si esibirono nello scenario della Mostra internazionale d'arte cinematografica. Nel 1933 si esibì con l'orchestra di Costantino Ferri e si può ascoltare il suo piano nel brano Hilton Stomp inciso quello stesso anno. Nel 1934 a Roma formò la Blue Rhythm Band che si esibì soprattutto all'Apollo e alla Casina delle Rose di Villa Borghese con un repertorio jazzistico ancora legato a stili pre-swing.. Nel 1935 incise Presentation of Benjo per Persic Fono Roma, ma di questi dischi pare non ce ne siano più. Per tutti gli anni '30 continuò ad esibirsi anche con altri complessi, tra cui l'orchestra di Enrico Pratt dove, tra gli altri, suonava il chitarrista Libero Tosoni che lasciò memoria delle caratteristiche di questa formazione.

### Periodo bellico
Durante la guerra Mario Carta compose la musica dell'edizione italiana del film Ecco la felicità (La Comédie du bonheur nella versione francese) diretto da Marcel L'Herbier e uscito nelle sale cinematografiche italiane nel 1940. Diresse invece l'orchestra nella canzone L'alfabeto dell'amore di Roberto Gervasio e Michele Galdieri composta per il film I nostri sogni di Vittorio Cottafavi, uscito nel 1943, e diresse la musica composta da Giuseppe Rosati per il film Quartieri alti di Mario Soldati, uscito nel 1945. Nel 1942 coadiuvò al piano il violinista Alessandro Bottero durante un suo concerto alla Regia Accademia di Santa Cecilia. Realizzò anche la riduzione per pianoforte dell'opera di Goffredo Petrassi, tratta dall'Orlando furioso, La Follia di Orlando. Ballo in tre quadri con recitativi per baritono.

### Dal duo pianistico alla musica lirica
Nell'immediato dopoguerra Mario Carta formò un duo pianistico con Enrico Cagna Cabiati. Il duo, che ebbe una durata decennale, tenne concerti in Europa e in America in centri musicali come Carnegie Hall, Town Hall, Constitution Halle l'Academy of Music. Nel 1947 Il duo Carta-Cabiati, insieme ad un gruppo di musicisti italiani, fu assunto dalla stazione radiofonica Yuz de Yuna nella capitale della Repubblica Dominicana sia per esibirsi che per insegnare musica. Carta, giudicato eccezionale come arrangiatore, aggiunse anche le trombe all'interpretazione ufficiale dell'inno nazionale dominicano ed ebbe come allievi il musicista Bienvenido Bustamante e il tenore Napoleon Dimhes. Alla radio svolse anche il ruolo di solista e di direttore dell'orchestra che accompagnava diversi artisti al pianoforte. Nel 1950 diresse l'opera Ciottolino di Luigi Ferrari Trecate.
Alla fine degli anni '50 si stabilì definitivamente a Los Angeles e mise le sue esperienze di musicista al servizio dell'insegnamento, dedicandosi particolarmente alla musica operistica, entrando a far parte del personale della UCLA Opera Workshop.

## Discografia

### Album
- ? - Recital a dos pianos por Mario Carta - Enrico Cagna Cabiati, Panart LP 309, Vinile, Cuba.
- ? -Teresa Tirelli, Teresa Tirelli in Opere e Song,

### Singoli
- 1955 - duo Carta-Cabiati, Tico Tico / Playera, Single[16]
- 1955 - duo Carta-Cabiati, El manisero/Arrímate cariñito, Single[16]
- 1955 - duo Carta-Cabiati, Un poquito de tu amor / Oye Negra, Single[16]
- 1955 - duo Carta-Cabiati, La comparsa / Bésame mucho, Single[16]
- 1955 - duo Carta-Cabiati, Baltasar tiene un pollo / Danza negra, Single[16]
- 1956 - duo Carta-Cabiati, Tropicana Vol. 1, King Records(3) - KEP-359, Vinile 7 45 RPM, EP, US, Jazz, Latin Jazz[17]

## Spartiti musicali
- R. Accademia di S. Cecilia, Concerto del violinista Alessandro Bottero, coadiuvato al pianoforte da Mario Carta e dal cantante (basso) Fausto Altea, coadiuvato al pianoforte da Libero Barni : Sala della, Sansaini & Co., 1942, SBN RMR0056220.
- Goffredo Petrassi, La Follia di Orlando. Ballo in tre quadri con recitativi per baritono. Riduzione per pianoforte di Mario Carta, Milano, Edizioni Suvini Zerboni, 1947, OCLC 896076776.
- Ernesto Lecuona (compositore), Mario Carta e Enrico Cagna Cabiati, Cordoba: for 2 pianos, New York, E.B. Marks Comp., 2017  [1949], OCLC 1012773974.
- Ernesto Lecuona (compositore), Mario Carta e Enrico Cagna Cabiati, Cordoba: from the Spanish suite Andalucia, New York, E.B. Marks Comp., 1949, OCLC 29906773.
- Ernesto Lecuona (compositore), Mario Carta e Enrico Cagna Cabiati, Danza Lucumi for two pianos four hands, New York, E.B. Marks Comp., 1949, OCLC 36463890.
- Nat Simon (compositore), Mario Carta e Enrico Cagna Cabiati, Poinciana. For two pianos, four hands, New York, E.B. Marks Comp., OCLC 37582255.
- Fryderyk Chopin (compositore), Mario Carta, Enrico Cagna Cabiati e Claude Debussy, Polonesa, (la bemol), New York, E.B. Marks Comp., OCLC 431627224.
- Francesco Mignone (compositore), Mario Carta e Enrico Cagna Cabiati, Latin American journey : works for two pianos by Latin-American composers, Toronto, Marquis Classic, 2003, OCLC 883131535.

## Brani ascoltabili
- (ES) Mario Carta y Enrico Cagna Cabiati, dúo de pianos., Polonesa, (la bemol) / Chopin. Claro de luna / Claude Debussy, su Biblioteca digital Ispanica.
- Mario Carta Y Enrico Cabiati La Comparsa, su YouTube. URL consultato il 10 maggio 2023.
- duo Carta-Cabiati, Baltasar tiene un pollo, su The Strachwitz Frontera from Mexical and Mexical American Recordings, frontera.library.ucla.edu. URL consultato il 6 maggio 2023.
- duo Carta-Cabiati, Danza negra, su The Strachwitz Frontera from Mexical and Mexical American Recordings, frontera.library.ucla.edu. URL consultato il 6 maggio 2023.